# France Info (offre globale)
Pour la radio, voir France Info. Pour la chaîne de télévision, voir France Info (chaîne de télévision).
France Info est un service centralisé d’actualités de service public lancé le 24 août 2016, initié par France Télévisions, Radio France, France Médias Monde et l’INA. Cette plateforme réunit, la radio d'information publique créée le 1er juin 1987 intégrée à l'offre, le 29 août 2016, la chaîne de télévision d'information lancée le 1er septembre 2016 par France Télévisions ainsi que le site web francetvinfo.fr depuis renmmé franceinfo.fr et l'application mobile franceinfo:, intégrés dès le 24 août 2016, lors du lancement de la plateforme.
Le service retransmet la chaîne de télévision en continu France Info et ses vidéos ainsi que les journaux télévisés de France 2 et de France 3 ainsi que les reportages et magazines de la rédaction de France Télévisions. Cette plateforme permet également d’écouter les programmes de la radio France Info et d’accéder à ses podcasts.

## Site web
Le site d'information de France Télévisions, francetvinfo.fr, est créé le 14 novembre 2011. Le 24 août 2016, le site de la radio est fusionné et renvoie vers le site francetvinfo.fr. Outre les contenus diffusés sur la radio et la chaîne éponymes, le site rassemble les journaux télévisés de France 2 et France 3, le Portail des Outre-mer du réseau La 1re ainsi que le réseau régional de France 3.
En juillet 2024, francetvinfo.fr est le site d'actualité le plus consulté en France.
Le 14 mai 2025, le nom de domaine du site francetvinfo.fr change pour franceinfo.fr.

## Organisation

### Numérique
- Depuis août 2016 : Célia Meriguet[6].

### Radio
- Août 2016 - juin 2017 : Laurent Guimier.
- Juillet 2017 - décembre 2020 : Vincent Giret[7].
- Depuis janvier 2021 : Jean-Philippe Baille [8].
- Depuis septembre 2024 : Agnès Vahramian[9].

### Télévision
- Août 2016 - septembre 2020 : Stéphane Dubun[6].
- Octobre 2020 - septembre 2022 : Sophie Guillin [10].
- Depuis septembre 2022 : Erik Berg.
- A compter du 2 septembre 2024 : Laurent Delpech [11].

## Habillage sonore
Jean-Michel Jarre est le créateur de l'habillage sonore mis en place en 2016.